# 87-й меридіан західної довготи
87-й меридіан західної довготи — лінія довготи, що лежить на 87 градусів західніше Гринвіцького меридіана. Вона проходить від Північного полюса через Північний Льодовитий океан, Північну Америку, Атлантичний океан, Центральну Америку, Тихий океан, Південний океан та Антарктиду до Південного полюса.
87-й меридіан західної довготи формує велике коло разом із 93-тім меридіаном східної довготи.

## Список географічних об'єктів, що перетинає 87° зх. д.
Починаючи на Північному полюсі та рухаючись до Південного полюса, 87-й меридіан західної довготи проходить через:
| Координати                                                 | Країна, територія або море | Примітки                                                                                        |
| ---------------------------------------------------------- | -------------------------- | ----------------------------------------------------------------------------------------------- |
| 90°0′ пн. ш. 87°0′ зх. д. / 90.000° пн. ш. 87.000° зх. д.  | Північний Льодовитий океан |                                                                                                 |
| 82°1′ пн. ш. 87°0′ зх. д. / 82.017° пн. ш. 87.000° зх. д.  | Канада                     | Нунавут — проходить через острови Елсмір                                                        |
| 80°44′ пн. ш. 87°0′ зх. д. / 80.733° пн. ш. 87.000° зх. д. | Протока Нансена[en]        |                                                                                                 |
| 79°57′ пн. ш. 87°0′ зх. д. / 79.950° пн. ш. 87.000° зх. д. | Канада                     | Нунавут — проходить через острови Аксел-Гейберг і Елсмір                                        |
| 76°23′ пн. ш. 87°0′ зх. д. / 76.383° пн. ш. 87.000° зх. д. | Протока Джонс[en]          |                                                                                                 |
| 75°31′ пн. ш. 87°0′ зх. д. / 75.517° пн. ш. 87.000° зх. д. | Канада                     | Нунавут — проходить через острів Девон                                                          |
| 74°29′ пн. ш. 87°0′ зх. д. / 74.483° пн. ш. 87.000° зх. д. | Протока Ланкастер          |                                                                                                 |
| 73°49′ пн. ш. 87°0′ зх. д. / 73.817° пн. ш. 87.000° зх. д. | Канада                     | Нунавут — проходить через Баффінову Землю та острів Кронпринца Фредеріка[en]                    |
| 70°1′ пн. ш. 87°0′ зх. д. / 70.017° пн. ш. 87.000° зх. д.  | Затока Бутія               |                                                                                                 |
| 69°15′ пн. ш. 87°0′ зх. д. / 69.250° пн. ш. 87.000° зх. д. | Затока Коммітті            | Проходить західніше острова Вельс[en], Нунавут, Канада                                          |
| 67°21′ пн. ш. 87°0′ зх. д. / 67.350° пн. ш. 87.000° зх. д. | Канада                     | Нунавут — проходить через материк                                                               |
| 65°2′ пн. ш. 87°0′ зх. д. / 65.033° пн. ш. 87.000° зх. д.  | Протока Рос-Велком         |                                                                                                 |
| 63°51′ пн. ш. 87°0′ зх. д. / 63.850° пн. ш. 87.000° зх. д. | Канада                     | Нунавут — проходить через острів Саутгемптон                                                    |
| 63°33′ пн. ш. 87°0′ зх. д. / 63.550° пн. ш. 87.000° зх. д. | Гудзонова затока           |                                                                                                 |
| 55°55′ пн. ш. 87°0′ зх. д. / 55.917° пн. ш. 87.000° зх. д. | Канада                     | Онтаріо — проходить через материк та Сланцеві острови                                           |
| 48°37′ пн. ш. 87°0′ зх. д. / 48.617° пн. ш. 87.000° зх. д. | Озеро Верхнє               |                                                                                                 |
| 46°31′ пн. ш. 87°0′ зх. д. / 46.517° пн. ш. 87.000° зх. д. | США                        | Мічиган                                                                                         |
| 45°49′ пн. ш. 87°0′ зх. д. / 45.817° пн. ш. 87.000° зх. д. | Озеро Мічиган              |                                                                                                 |
| 45°18′ пн. ш. 87°0′ зх. д. / 45.300° пн. ш. 87.000° зх. д. | США                        | Мічиган — проходить через півострів Дор[en]                                                     |
| 45°12′ пн. ш. 87°0′ зх. д. / 45.200° пн. ш. 87.000° зх. д. | Озеро Мічиган              |                                                                                                 |
| 41°41′ пн. ш. 87°0′ зх. д. / 41.683° пн. ш. 87.000° зх. д. | США                        | Індіана Кентуккі Теннессі Алабама Флорида                                                       |
| 30°21′ пн. ш. 87°0′ зх. д. / 30.350° пн. ш. 87.000° зх. д. | Мексиканська затока        |                                                                                                 |
| 21°34′ пн. ш. 87°0′ зх. д. / 21.567° пн. ш. 87.000° зх. д. | Мексика                    | Кінтана-Роо — проходить через півострів Юкатан та острів Косумель                               |
| 20°17′ пн. ш. 87°0′ зх. д. / 20.283° пн. ш. 87.000° зх. д. | Карибське море             | Проходить східніше рифу Банка-Чінчорро[en], Мексика Проходить західніше острова Утіла, Гондурас |
| 15°46′ пн. ш. 87°0′ зх. д. / 15.767° пн. ш. 87.000° зх. д. | Гондурас                   |                                                                                                 |
| 13°1′ пн. ш. 87°0′ зх. д. / 13.017° пн. ш. 87.000° зх. д.  | Нікарагуа                  |                                                                                                 |
| 12°20′ пн. ш. 87°0′ зх. д. / 12.333° пн. ш. 87.000° зх. д. | Тихий океан                | Проходить східніше острова Кокос, Коста-Рика                                                    |
| 60°0′ пд. ш. 87°0′ зх. д. / 60.000° пд. ш. 87.000° зх. д.  | Південний океан            |                                                                                                 |
| 72°53′ пд. ш. 87°0′ зх. д. / 72.883° пд. ш. 87.000° зх. д. | Антарктида                 | Проходить через Чилійську Антарктику (претендує Чилі)                                           |